# Buscar mi iPhone
Buscar mi iPhone (en inglés: Find my iPhone) es una aplicación exclusiva para usuarios Apple que cuentan con un Apple ID, es gratuita y se encuentra disponible para todos los dispositivos iOS 5 en adelante y para las Mac con OS X 10.7.5 Lion, cuando se tiene activado en el dispositivo permite buscar, bloquear, eliminar datos y poner un mensaje en la pantalla, todo remotamente desde cualquier dispositivo de Apple o una PC, esto a través de internet, se puede acceder desde iCloud o descargando la aplicación desde el App Store.

## Historia
En junio de 2010 fue lanzado como una aplicación exclusiva para usuarios de MobileMe, fue hasta noviembre del mismo año en que estuvo disponible para iOS 4.2 gratuita para usuarios de iPhone 4 e iPad 4, fue hasta octubre de 2011 con el lanzamiento de iCloud que se hizo gratuito para todos los usuarios y se hizo disponible para Mac como "Buscar mi Mac" con OS X Lion para usuarios que utilicen iCloud.

## Historial de versiones
| N° de versión | Fecha de salida          | Cambios |
| ------------- | ------------------------ | --- |
| 1.0           | 15 de junio de 2010      | - Lanzamiento inicial. |
| 1.0.1         | 07 de septiembre de 2010 | - Soporte para iPod touch 4.ª generación - Traducción y corrección de errores - La actualización es importante para los usuarios con la v.1.0 y v.1.0.1 |
| 1.1           | 22 de noviembre de 2010  | - Lanzamiento gratuito para usuarios con iOS 4.2 y Apple ID. - Soporte para nuevos idiomas. |
| 1.2           | 06 de junio de 2011      | - En los casos en que no puedas localizar el dispositivo porque este se encuentra desconectado, recibirás un correo electrónico si más adelante se conecta y es localizado. - Posibilidad de eliminar un dispositivo desconectado de la lista mediante la App. |
| 1.2.1         | 08 de agosto de 2011     | - Mejoras de estabilidad. |
| 1.3           | 12 de octubre de 2011    | - Nuevas funcionalidades para usuarios iCloud. - Capacidad de encontrar una Mac. - Posibilidad de solicitar un correo electrónico cuando el dispositivo que no esté en línea se conecte y se encuentre. |
| 1.4           | 07 de marzo de 2012      | - Soporte para iPad (3ra generación). - Corrección de errores y mejoras de estabilidad. |
| 2.0           | 19 de septiembre de 2012 | - Modo de pérdida (disponible para dispositivos con iOS 6 o posterior). - Indicador de carga de la batería. - Conexión permanente (en iOS 6, si la cuenta utilizada para conectarse es la misma que la cuenta de iCloud configurada en el dispositivo y dicho dispositivo tiene un código de acceso activado). - Cambia por primera vez el ícono y se mantiene hasta ahora. |
| 2.0.1         | 11 de diciembre de 2012  | - Indicaciones hasta la ubicación del dispositivo (iOS 6 o posterior) - Los botones("Reproducir sonido", "Modo Pérdida", y "Borrar dispositivo") fueron separados a la ventada del mapa. |
| 2.0.2         | 21 de marzo de 2013      | - Corrección de errores y mejora de estabilidad |
| 2.0.3         | 22 de agosto de 2013     | - Nuevo ícono (plano estilo iOS 7) - Corrección de errores y mejora de estabilidad |

## Características
Buscar mi iPhone permite a los usuarios localizar sus dispositivos iOS usando la aplicación desde iOS o icloud.com en una computadora. Además de localizar un dispositivo, el servicio proporciona tres características clave:
- Reproducir sonido – hace que el dispositivo reproducir un sonido al volumen máximo, incluso si se silencia. Esta característica es útil si el dispositivo se ha extraviado.[6]
- Modo pérdida (iOS 6 o posterior) – Si el dispositivo se pone en modo pérdida permite al usuario crear un código de acceso de forma remota. Si el dispositivo es un iPhone y alguien encuentra el dispositivo, puede llamar el usuario directamente en el dispositivo.
- Borrar iPhone – borra completamente todo el contenido y ajustes. Esto es útil si el dispositivo contiene información sensible, pero el dispositivo no puede ser localizado después de realizar esta acción.

La actualización con iOS 6 añadido la posibilidad de comprobar el nivel de batería del dispositivo.
Con iOS 7 ahora "Buscar mi iPhone" toma un papel importante:
El nuevo sistema ahora tiene la característica de pedir el Apple ID del usuario si se quiere desactivar "Buscar mi iPhone" para poder restaurar ya sea desde iTunes o desde el mismo dispositivo, buscar mi iphone puede que se active cada cierto tiempo en tu dispositivo,como forma de seguridad de apple,si se borra su contenido remotamente y es restaurado permanecerá inactivo el dispositivo y aparecerá una pantalla de activación pidiendo el Apple ID del usuario para poder activar el dispositivo, de lo contrario no podrá funcionar. El sistema fue probado por el fiscal del distrito de San Francisco George Gascón y Nueva York Fiscal General Eric T. Schneiderman que pusieron a prueba, junto con características y funciones similares a las de otros fabricantes de dispositivos Smartphone como Samsung y señalo que grandes y claras mejoras se han visto implementadas contra el robo de este tipo de dispositivos inteligentes y dio el visto bueno.
buscar mi iphone puede que se active cada cierto tiempo en tu dispositivo,como forma de seguridad de apple

## Noticias sobre Buscar mi iPhone
En noviembre de 2011, la policía de Los Ángeles, California fue capaz de encontrar un sospechoso de robo a mano armada mediante el uso de Buscar mi iPhone en el iPhone robado de la víctima.
En septiembre de 2012, dos sospechosos fueron detenidos en Atlanta, Georgia por robar a cinco mujeres a punta de pistola. La policía fue capaz de localizar a los sospechosos mediante Buscar mi iPhone para encontrar uno de los iPhones robados.

## Requisitos
A partir de enero de 2013, el servicio es compatible con iPhone, iPad, iPod Touch y Mac que ejecutan  Mac OS X10.7.5 Lion o posterior. Además de un dispositivo compatible, se nec esita una cuenta de iCloud que se requiere para utilizar buscar mi iPhone.